# Saint-Béat-Lez
Saint-Béat-Lez is een gemeente in het Franse departement Haute-Garonne (regio Occitanie). De plaats maakt deel uit van het arrondissement Saint-Gaudens. Saint-Béat-Lez is op 1 januari 2019 ontstaan door de fusie van de gemeenten Lez en Saint-Béat. Saint-Béat-Lez telde op 1 januari 2022 385 inwoners.

## Geografie
De oppervlakte van Saint-Béat-Lez bedroeg op 1 januari 2022 9,97 vierkante kilometer; de bevolkingsdichtheid was toen 38,6 inwoners per km².

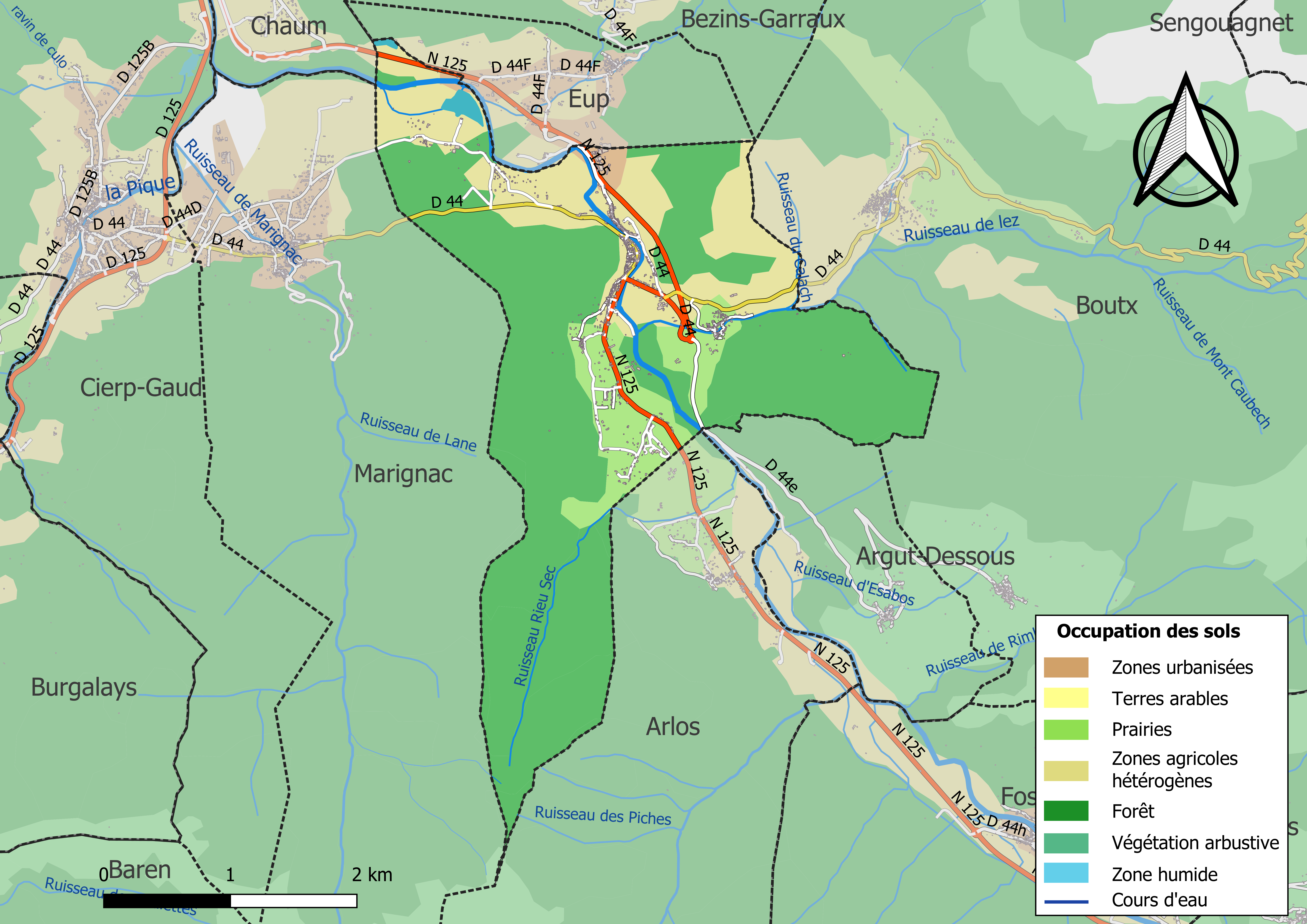
Kaart van de gemeente met belangrijkste infrastructuur, bodemgebruik en omliggende gemeenten

## Demografie
Onderstaande figuur toont het verloop van het inwonertal (bron: INSEE-tellingen).